# شبكة تتبع الفضاء الأوروبية

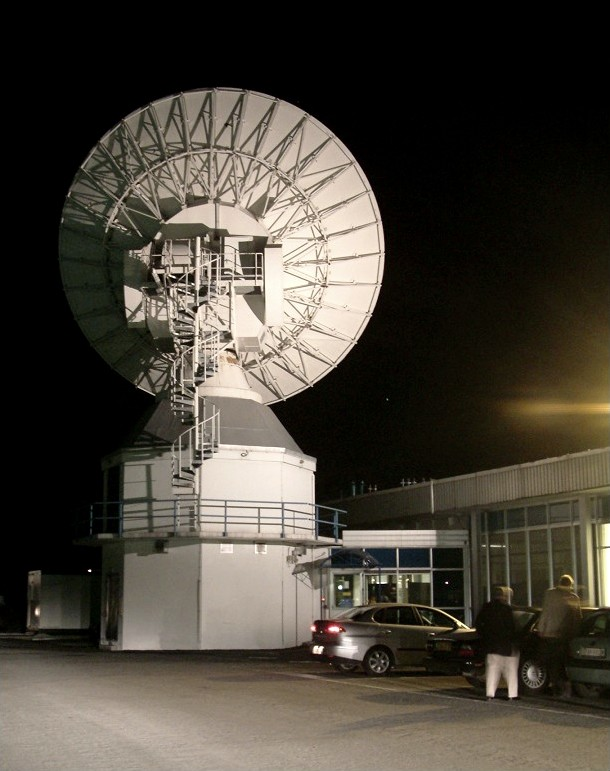
شبكة تتبع في ريدو ببلجيكا

يقوم مركز عمليات الفضاء الأوروبية بتشغيل عدد من شبكات التتبع الفضائية الأرضية التابعة لوكالة الفضاء الأوروبية المعروفة باسم شبكة تتبع الفضاء الأوروبية، تدعم المحطات والمركبات الفضائية المختلفة وتسهل الاتصالات بين المشغلين الأرضيين والبعثات العلمية مثل XMM-نيوتن ومارس إكسبريس. يتم تشغيل شبكات مماثلة من قبل الولايات المتحدة والصين وروسيا واليابان والهند.

## وصلات خارجية
- ESA Operations website
- ESA webpage on ESTRACK, including links to all stations